# بندر خیران
بندر خیران (به عربی: بندر خیران) یک منطقهٔ مسکونی در عمان است که در استان مسقط واقع شده‌است.